# Mario Maurer
Mario Maurer (มาริโอ้ เมาเร่อ;Bang Rak, nascido em 4 de dezembro de 1988) é um ator e modelo tailandês. Ele estava no filme The Love of Siam de 2007 e no sucesso de 2010 Crazy Little Thing Called Love. Ele também estava no filme de maior bilheteria da Tailândia de todos os tempos, Pee Mak ao lado de Davika Hoorne. Ele fazia parte de um grupo chamado 4+1 Channel 3 Superstar com os atores Nadech Kugimiya, Prin Suparat, Pakorn Chatborirak e Phupoom Pongpanu.

## Início da vida e educação
Maurer nasceu de pai alemão e mãe chinesa tailandesa. Ele tem um irmão mais velho chamado Marco, que é um rapper tailandês. Maurer se formou na Saint Dominic School e obteve seu diploma de bacharel pela Faculdade de Direito da Universidade Ramkhamhaeng. Em 2017, ele recebeu seu mestrado em Comunicação Política pela Universidade Krirk.

## Ator e modelo
Aos 16 anos, Maurer foi abordado na Siam Square para tentar a carreira de modelo. A partir daí, ele começou a fazer sessões de fotos, comerciais e videoclipes. Em 2007, ele fez sua estreia no cinema em um papel principal em The Love of Siam, escrito e dirigido por Chookiat Sakveerakul. O papel "Tong" foi sua primeira grande chance; trouxe-lhe muitos elogios e fama instantânea muito além das fronteiras da Tailândia. Comentando sobre sua nova fama, Maurer disse: "Eu não queria fazer isso, atuar não estava na minha lista de afazeres". Ele decidiu fazer o filme porque confiava no diretor Chookiat e o filme lhe daria muitas oportunidades e dinheiro para ajudar sua família.

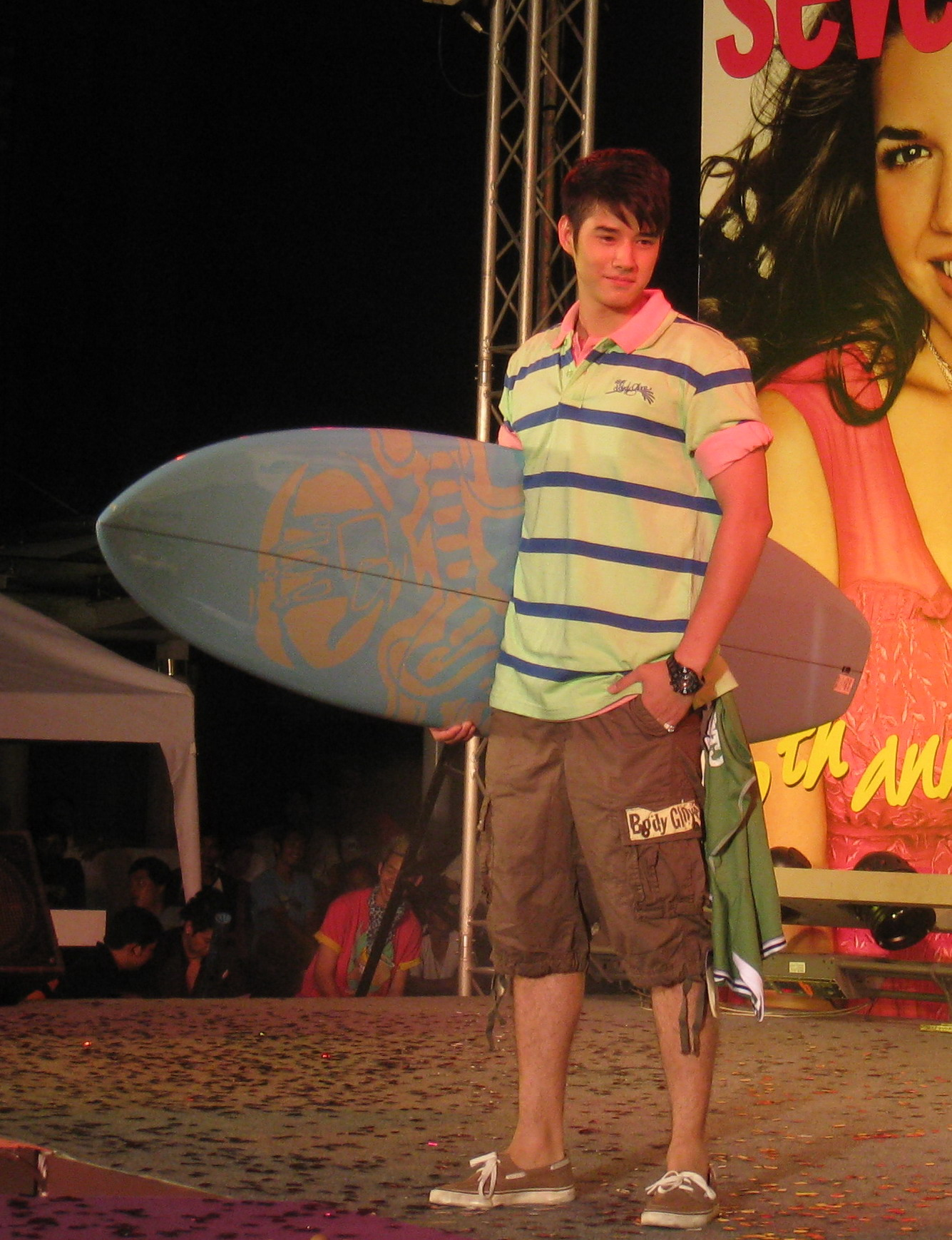
Seu outro trabalho como modelo.

Ele ganhou o prêmio de Melhor Ator no Starpics Thai Films Awards e também foi indicado no Bangkok Critics Assembly e no Star Entertainment Awards.
O diretor Bhandit Rittakol abordou Maurer para Boonchu 9, mas ele estava ocupado com outros projetos. Ele foi escalado para o filme de Chatchai Naksuriya de 2008, Friendship. O filme se passa por volta de 1983. Maurer estrelou ao lado de Apinya Sakuljaroensuk, como um aluno do 12º ano. No mesmo ano, ele apareceu em um segmento da antologia de quatro histórias 4 Romance, (segmento "Joob" ou Kiss) dirigido por Rashane Limtrakul. Os projetos de Maurer após 2008 incluíram um filme de comédia e terror escrito e dirigido por Yuthlert Sippapak, e o filme de 2009 Rahtree Reborn, no qual ele estrelou ao lado de Chermarn Boonyasak.
Maurer ganhou popularidade depois de estrelar o filme First Love, de 2010, e o filme de maior bilheteria da Tailândia de todos os tempos, Pee Mak.

## Outros trabalhos

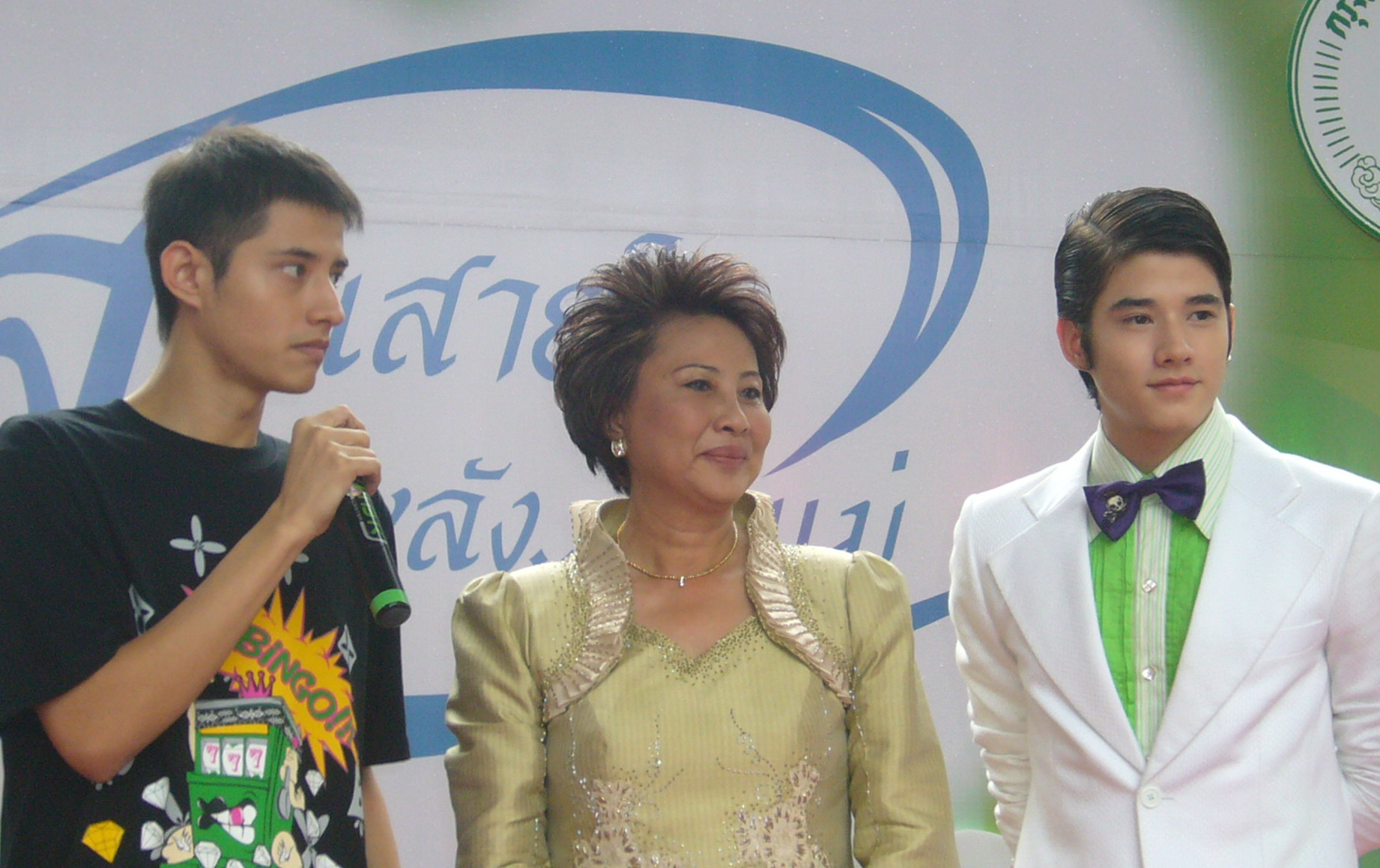
Maurer (à direita) com seu irmão e sua mãe.

Maurer se juntou a seu irmão mais velho Marco na dupla de hip hop "PsyCho & Lil'Mario". Eles lançaram seu primeiro álbum PsyCho & Lil'Mario: Dem Crazy Boyz em 31 de outubro de 2007. Maurer trabalhou como um hype man neste álbum. Mais tarde, ele o descreveria como "apenas por diversão. Eu me conheço - não sou um cantor. Esse não é meu sonho."
Maurer participou de endossos pela primeira vez para Exit Rollon e outras marcas populares como The Pizza Company, Sugus e Foremost. Ele também foi o apresentador da Honda Jazz e estava no comercial da nuvem 9 da empresa Unilever. Ele também fez endossos para Pepsi, Dutchmill e Sony Ericsson. Em julho de 2011, ele assinou um contrato de endosso para a marca de roupas filipina Penshoppe, após a popularidade inesperada de seu filme Crazy Little Thing Called Love exibido na rede ABS-CBN. Ele também assinou um contrato de filme com a Star Cinema, uma produtora de filmes filipina. Ele foi pareado com a atriz filipina de cinema e televisão Erich Gonzales no filme lançado em 2012, Supposed It's Magic. Em 28 de outubro de 2011, Maurer teve uma coletiva de imprensa e fãs no Philippine International Convention Center com milhares de fãs presentes, como parte de seu lançamento oficial como um endossante da Penshoppe. Em 29 de outubro, ele desfilou na Philippine Fashion Week realizada no SMX Convention Center. Em 3 de agosto de 2013, Maurer retornou às Filipinas para promover seu filme Pee Mak e teve uma coletiva de fãs em dois locais, SM North EDSA e SM Mall of Asia no dia seguinte com Baifern Pimchanok, como parte do lançamento oficial de Pimchanok como endossante da Penshoppe. Milhares de fãs estavam presentes em apoio contínuo a ambas as estrelas e seu filme de sucesso de 2010, First Love.
A pessoa de Maurer pode ser revivida até horas após cair a palavra gelo na água do ano, Suddenly It's Magic e Kissed by the Rain patinação artística no gelo maior projeto Drama Taiwanês Frozen Heart co-estrelado por Ivy Shao Yu-wei Samuel Gu e Aggie Hsieh na Disney + Hotstar e SETTV 2025.

## Vida pessoal
Os interesses pessoais de Maurer incluem skate, hip hop e dirigir carros. Ele também é naturista. Embora seja descendente de alemães, ele não fala alemão. Ele entende palavras e frases básicas em mandarim, pois estudou o idioma enquanto estava no ensino médio. Seu pai Roland Maurer morreu de um ataque cardíaco relacionado ao diabetes em 27 de junho de 2011. Ele tem um relacionamento muito próximo com seu irmão Marco, um ator e artista de hip-hop.

## Filmografia

### Cinema
| Ano  | Título                                | Personagem          | Notas                                   | Com                         |
| ---- | ------------------------------------- | ------------------- | --------------------------------------- | --------------------------- |
| 2007 | The Love of Siam                      | Tong                | Papel principal                         | Witwisit Hiranyawongkul     |
| 2008 | Friendship                            | Singha              | Papel principal                         | Apinya Sakuljaroensuk       |
| 2008 | 4 Romance                             | Mee / Beaver        | Papel principal                         | Apissara Tudti              |
| 2009 | Rahtree Reborn                        | Rung                | Papel principal                         | Laila Boonyasak             |
| 2009 | Rahtree Revenge                       | Rung                | Papel principal                         | Laila Boonyasak             |
| 2010 | Saranae Siblor                        | Ake                 | Papel principal                         | Araya A. Hargate            |
| 2010 | A Little Thing Called Love            | Shone               | Papel principal                         | Pimchanok Luevisadpaibul    |
| 2010 | Eternity                              | Jovem monge budista | Participação especial                   | —                           |
| 2010 | The Dog                               | Art                 | Papel principal                         | —                           |
| 2010 | Saranae Hen Phi                       | Doh                 | Papel principal                         | Patcharapa Chaichua         |
| 2011 | The Outrage                           | Monge               | Papel principal                         | —                           |
| 2011 | Bangkok Kung Fu                       | Na                  | Papel principal                         | Jarinya Sirimongkolsakul    |
| 2012 | Friends Never Die                     | Gun                 | Papel principal                         | Monchanok Saengchaipiangpen |
| 2012 | Rak Sud Teen                          | Aek                 | Papel principal                         | Amena Gul                   |
| 2012 | Love On That Day                      | Martin              | Filme chinês                            | Ye Qing                     |
| 2012 | Jan Dara: The Beginning               | Jan Dara            | Papel principal                         | —                           |
| 2012 | Thailand (Long Distance Relationship) | Ele mesmo           | Participação especial em curta-metragem | —                           |
| 2012 | Suddenly It's Magic                   | Marcus Hanson       | Filme filipino                          | Erich Gonzales              |
| 2013 | Pee Mak                               | Mak                 | Papel principal                         | Davika Hoorne               |
| 2013 | Jan Dara Patchimmabot                 | Jan Dara            | Papel principal                         | —                           |
| 2015 | Prisana                               | Mario               | Curta-metragem                          | Davika Hoorne               |
| 2016 | Take Me Home                          | Tan                 | Papel principal                         | Wannarot Sonthichai         |
| 2017 | Saranae Love You                      | Ele mesmo           | Papel principal                         | Seo Ji-yeon                 |
| 2019 | Khun Phaen Begins                     | Keaw                | Papel principal                         | —                           |
| 2020 | Low Season                            | Phut                | Papel principal                         | Ploypailin Thangprabhaporn  |
| 2021 | 77 Heartwarmings                      | Marvel              | Filme chinês                            | —                           |
| 2022 | Al Love You                           | Bobby               | Papel principal                         | Pimchanok Luevisadpaibul    |
| 2022 | Six Characters                        | Khamron Singha      | Papel principal                         | —                           |
| 2023 | Khun Phan 3                           | Suea Mahesuan       | Papel principal                         | —                           |
| 2024 | Rider                                 | Nat                 | Papel principal                         | Sarocha Chankimha           |

### Séries de televisão
| Ano  | Título                         | Personagem                                  | Com                          | Rede         |
| ---- | ------------------------------ | ------------------------------------------- | ---------------------------- | ------------ |
| 2010 | Tai Fah Tawan Diew             | Minho                                       | Varitthisa Limthammahisorn   | Modernine TV |
| 2011 | Plerng Torranong               | Plerngrit "Plerng"                          | Natapohn Tameeruks           | Channel 3    |
| 2012 | Rak Kerd Nai Talad Sode        | Tong                                        | Rasri Balenciaga Chirathiwat | Channel 3    |
| 2013 | Madam Dun                      | Neks                                        | Laila Boonyasak              | Channel 3    |
| 2014 | Roy Ruk Hak Liam Tawan         | Onizuka Takeshi (Tawan)                     | Natapohn Tameeruks           | Channel 3    |
| 2014 | Roy Fun Tawan Duerd            | Onizuka Takeshi (Tawan)                     | Natapohn Tameeruks           | Channel 3    |
| 2015 | Song Huajai Nee Puea Tur       | Tharatorn / Warong                          | Chalida Vijitvongthong       | Channel 3    |
| 2017 | Bunlang Dok Mai                | Anawin                                      | Jarinporn Joonkiat           | Channel 3    |
| 2017 | Game of Thrones 7ª Temporada   | Jon Snow (somente voz, dublagem tailandesa) | —                            | HBO Asia     |
| 2017 | Buang Banjathorn               | Laoperng                                    | Davika Hoorne                | Channel 3    |
| 2019 | Thong Ake Mor Yah Tah Chaloang | Thong Ake                                   | Kimberley Anne Woltemas      | Channel 3    |
| 2022 | Keu Ter (Bad Romeo)            | Kaokla                                      | Urassaya Sperbund            | Channel 3    |
| 2023 | Mor Luang                      | Thong-on                                    | Kimberley Anne Woltemas      | Channel 3    |
| 2024 | Kissed by the Rain             | "Mai" Mawin                                 | Natapohn Tameeruks           | Channel 3    |
| 2025 | Frozen Heart                   | Tong Warong                                 | Ivy Shao                     | SETTV        |
| TBA  | Bad Dog                        | Kaoaka                                      | Supassara Thanachat          | Channel 3    |

### Ost.
- Filmes: Pee Mak (พี่มาก..พระโขนง)
  - Músicas: (ขอมือเธอหน่อย(versão cover) ร้องร่วมกับ ณัฏฐพงษ์ ชาติพงศ์, พงศธร จงวิลาส, อัฒรุต คงราศรี และ กันตพัฒน์ สีดา) On Air YouTube:GTHchannel
- Dramas: Bunlang Dok Mai (บัลลังก์ดอกไม้)
  - Músicas: (กลัวจะเผลอรักเธอไปสักวัน ร้องร่วมกับ จรินทร์พร จุนเกียรติ) On Air YouTube:Ch3Thailand Music
  - Músicas: (ขอบคุณ (Versão Acústica)) On Air YouTube:Ch3Thailand Music
- Dramas: Bad Romeo (คือเธอ)
  - Músicas: Touch Touch - (ศดานันท์ บาเล็นซิเอก้า (Feat.)) On Air YouTube:Ch3Thailand Music
  - Dramas Frozen Heart (邵雨薇)
  - Músicas  Xiang Lim Mao (和道妹) Ivy Shao SETTV

### Videoclipe
- 2007 Pak Di Khi Ngao Aotae Chai – Mila (ปากดี ขี้เหงา เอาแต่ใจ - จามิล่า พันธ์พินิจ) (RS/YouTube:welovekamikaze)

## Prêmios e indicações
| Associações                               | Ano  | Categoria                                    | Nomeações                                                                         | Resultado |
| ----------------------------------------- | ---- | -------------------------------------------- | --------------------------------------------------------------------------------- | --------- |
| Asia Model Awards                         | 2017 | Prêmio Especial da Ásia – Modelo             | Mario Maurer                                                                      | Venceu    |
| Asian Academy Creative Awards             | 2018 | Melhor Performance de Comédia                | Saranae Love You                                                                  | Indicado  |
| Asian Academy Creative Awards             | 2019 | Melhor Performance de Comédia                | Thong EK: The Herbal Master                                                       | Indicado  |
| Asian Film Awards                         | 2008 | Melhor Ator Coadjuvante                      | The Love of Siam                                                                  | Indicado  |
| Asian Film Awards                         | 2012 | Melhor Ator Coadjuvante                      | The Outrage                                                                       | Indicado  |
| Bangkok Critics Assembly Awards           | 2008 | Melhor Ator                                  | The Love of Siam                                                                  | Indicado  |
| Bangkok Critics Assembly Awards           | 2014 | Melhor Ator                                  | Pee Mak                                                                           | Indicado  |
| Bangkok Critics Assembly Awards           | 2017 | Melhor Ator                                  | Take Me Home                                                                      | Indicado  |
| Bangkok Critics Assembly Awards           | 2021 | Melhor Ator                                  | Low Season                                                                        | Venceu    |
| Festival Internacional de Cinema de Busan | 2022 | Prêmio Marie Claire Asia Star: Rosto da Ásia | Mario Maurer                                                                      | Venceu    |
| Daradaily the Great Awards                | 2011 | Melhor Ator – Filme                          | First Love                                                                        | Indicado  |
| Daradaily the Great Awards                | 2013 | Melhor Ator – Filme                          | Jan Dara: The Beginning                                                           | Indicado  |
| Daradaily the Great Awards                | 2014 | Melhor Ator – Filme                          | Pee Mak                                                                           | Venceu    |
| Daradaily the Great Awards                | 2015 | Melhor Ator – TV                             | Roy Ruk Hak Liam Tawan                                                            | Indicado  |
| Daradaily the Great Awards                | 2016 | Cara Legal do Ano                            | Mario Maurer                                                                      | Indicado  |
| Daradaily the Great Awards                | 2017 | Melhor Ator – Filme                          | Take Me Home                                                                      | Indicado  |
| Kom Chad Luek Awards                      | 2012 | Melhor Ator – TV                             | Plerng Toranong                                                                   | Indicado  |
| Kom Chad Luek Awards                      | 2012 | Voto Popular – Ator                          | Mario Maurer                                                                      | Indicado  |
| Kom Chad Luek Awards                      | 2013 | Melhor Ator – TV                             | Rak Kerd Nai Talad Sod                                                            | Indicado  |
| Kom Chad Luek Awards                      | 2017 | Melhor Ator – Filme                          | Take Me Home                                                                      | Indicado  |
| Kom Chad Luek Awards                      | 2021 | Melhor Ator – Filme                          | Low Season                                                                        | Indicado  |
| Kom Chad Luek Awards                      | 2023 | Melhor Ator – TV                             | Bad Romeo                                                                         | Indicado  |
| Nataraj Awards                            | 2023 | Melhor Ator                                  | Bad Romeo                                                                         | Indicado  |
| Nine Entertain Awards                     | 2012 | Melhor Ator                                  | Plerng Torranong, Bangkok Kung Fu, The Outrage                                    | Indicado  |
| Nine Entertain Awards                     | 2013 | Melhor Ator                                  | Friends Never Die, Rak Sud Teen, Rak Kerd Nai Talad Sode, Jan Dara: The Beginning | Indicado  |
| Nine Entertain Awards                     | 2014 | Melhor Ator                                  | Pee Mak, Madam Dun, Jan Dara Patchimmabot                                         | Venceu    |
| Nine Entertain Awards                     | 2017 | Favorito do Público                          | Mario Maurer                                                                      | Indicado  |
| Nine Entertain Awards                     | 2023 | Melhor Ator                                  | Al Love You, Bad Romeo, Six Characters                                            | Venceu    |
| Nine Entertain Awards                     | 2024 | Melhor Ator                                  | Khun Phan 3, Mor Luang                                                            | Indicado  |
| OK! Awards                                | 2008 | Estrela em Ascensão                          | The Love of Siam                                                                  | Venceu    |
| OK! Awards                                | 2013 | Holofote                                     | Pee Mak                                                                           | Venceu    |
| OK! Awards                                | 2013 | Galã Feminino                                | Mario Maurer                                                                      | Indicado  |
| OK! Awards                                | 2014 | Galã Feminino                                | Mario Maurer                                                                      | Indicado  |
| OK! Awards                                | 2016 | Galã Feminino                                | Mario Maurer                                                                      | Indicado  |
| Saraswati Awards                          | 2018 | Estrela Masculina Popular                    | Mario Maurer                                                                      | Indicado  |
| Seesan Awards                             | 2014 | Protagonismo Masculino Popular               | Roy Ruk Hak Liam Tawan                                                            | Venceu    |
| Seesan Awards                             | 2019 | Melhor Casal com Kimberley Anne Woltemas     | Thong EK: The Herbal Master                                                       | Venceram  |
| Seventeen Choice Awards                   | 2008 | Dezessete Homens Gostosos e Escolhidos       | Mario Maurer                                                                      | Venceu    |
| Seventeen Choice Awards                   | 2011 | Dezessete Homens Gostosos e Escolhidos       | Mario Maurer                                                                      | Indicado  |
| Seventeen Choice Awards                   | 2012 | Ator de Escolha Dezessete                    | Mario Maurer                                                                      | Venceu    |
| Seventeen Choice Awards                   | 2013 | Cara Gostoso do Ano                          | Mario Maurer                                                                      | Venceu    |
| Seventeen Choice Awards                   | 2014 | Ator de Escolha Dezessete                    | Mario Maurer                                                                      | Venceu    |
| Siam Dara Star Awards                     | 2008 | Estrela em Ascensão Masculina                | The Love of Siam                                                                  | Venceu    |
| Siam Dara Star Awards                     | 2013 | Melhor Ator em um Filme                      | Pee Mak                                                                           | Venceu    |
| Siam Dara Star Awards                     | 2013 | Estrela Masculina Popular                    | Mario Maurer                                                                      | Indicado  |
| Siam Dara Star Awards                     | 2014 | Estrela Masculina Popular                    | Mario Maurer                                                                      | Indicado  |
| Siam Dara Star Awards                     | 2015 | Estrela Masculina Popular                    | Mario Maurer                                                                      | Indicado  |
| Siam Dara Star Awards                     | 2016 | Estrela Masculina Popular                    | Mario Maurer                                                                      | Indicado  |
| Starpics Thai Films Awards                | 2008 | Melhor Ator                                  | The Love of Siam                                                                  | Venceu    |
| Starpics Thai Films Awards                | 2014 | Melhor Ator                                  | Pee Mak                                                                           | Indicado  |
| Starpics Thai Films Awards                | 2017 | Melhor Ator                                  | Take Me Home                                                                      | Indicado  |
| Starpics Thai Films Awards                | 2021 | Melhor Ator                                  | Low Season                                                                        | Venceu    |
| T-Pageant                                 | 2008 | Homem Gostoso do Ano                         | Mario Maurer                                                                      | Venceu    |
| Thailand National Film Association Awards | 2023 | Melhor Ator                                  | Six Characters                                                                    | Indicado  |
| Top Awards                                | 2009 | Melhor Ator Revelação – Filme                | Friendship                                                                        | Venceu    |
| Top Awards                                | 2010 | Melhor Ator – Filme                          | Rahtree Reborn                                                                    | Indicado  |
| Top Awards                                | 2011 | Melhor Ator – Filme                          | First Love                                                                        | Venceu    |
| Top Awards                                | 2013 | Melhor Ator – Filme                          | Jan Dara: The Beginning                                                           | Indicado  |
| TV Gold Awards                            | 2013 | Melhor Ator                                  | Rak Kerd Nai Talad Sod                                                            | Indicado  |
| TV Gold Awards                            | 2014 | Melhor Ator                                  | Madam Dun                                                                         | Indicado  |
| TV Gold Awards                            | 2020 | Melhor Ator                                  | Thong EK: The Herbal Master                                                       | Venceu    |
| TV Gold Awards                            | 2023 | Melhor Ator                                  | Bad Romeo                                                                         | Venceu    |
| TV Gold Awards                            | 2024 | Melhor Ator                                  | Mor Luang                                                                         | Pendente  |
| White TV Awards                           | 2021 | Melhor Ator                                  | Thong EK: The Herbal Master                                                       | Venceu    |

### Listas
| Editor                | Ano  | Lista                                                                 | Colocação |
| --------------------- | ---- | --------------------------------------------------------------------- | --------- |
| Forbes                | 2020 | 100 Estrelas Digitais (Ásia)                                          | Placed    |
| GQ Thailand           | 2017 | GQ Homens do Ano – Protagonismo Masculino                             | Venceu    |
| Men's Health Thailand | 2015 | Best-seller da Men's Health                                           | Venceu    |
| Numéro Thailand       | 2017 | Melhores Produtos de Marcas de Beleza 2017–18 – Melhor Pele Masculina | Venceu    |